# کاکه‌ای‌ها
کاکه ای یا کاکایی از کردهای پیرو آیین یارسان هستند که بیشتر در ،استان نینوا، کرکوک، خانقین، اورامان و هاوار در عراق و بعضا در غرب ایران نیز سکونت دارند. این ایل منتصب به دودمان کاکایی است که بعد از استقلال عراق بیان کردی به کاکه ای شهرت یافتند
در اقلیم کردستان این ایل را کاکه ای و در ایالت های کوچک دیگر کاکایی خطاب میکنند. اصل این ایل پیرو یارسان است ولی بعضی آنان بخصوص ساکن ایران شیعه مذهب و در مواردی دیگر پیرو یارسان و یا اهل سنت  هستند. کاکه ای‌های ساکن عراق پیرو آیین حق به خاطر باورهایشان همواره از سوی مسلمانان مورد آزار و اذیت قرار گرفته بودند و این باعث شده‌است که رفتاری محتاطانه داشته باشند و هویتشان مرموز بماند و در نتیجه تقریباً ناشناخته مانده‌اند. طیب طاهری در سال ۲۰۰۷ کتاب دینی آنها را که سالهای سال آنرا در خفا نگه داشته بودند در سلیمانیه عراق و در انستیتو فرهنگی کرد به سرپرستی مظهر خالقی به چاپ می‌رساند. این اقدام باعث واکنشهای زیادی از جانب سادات می‌شود اما نقطهٔ عطفی می‌گردد تا یارسان‌ها جرأت ظاهر شدن در مناسبات و تعاملات فرهنگی پیدا کنند. از این رو پس از چاپ این کتاب انجمنها و کتابهای در خصوص خود می‌نویسند و انتشار می‌دهند. کرین بروک مستشرق آلمانی در ابتدای کتاب تاریخ و فلسفهٔ سرانجام تألیف و تحقیق طیب طاهری می‌نویسد چاپ جلد نخست از کتاب سرانجام شرایط باز تحقیق و تفحص در مورد این دین کهن و باستانی را فراهم می‌سازد.
کاکه ایان عراقی در جنوب دشت نینوا از حمرین تا قره‌علی‌داغ، شرق این دشت در منطقه میان تازه و طوز خورماتو و در غرب در منطقه حویجه ساکن هستند و محل سکونت اصلی آن‌ها منطقه طاووق در کرکوک و خانقین تا قصرشیرین در کرانه رودخانه زاب بزرگ است و در تلعفر نیز حضوری چشمگیر دارند.
۱۳ هزار نفر از مردم کاکه‌ای عراق در تابستان ۲۰۱۴ با حمله داعش به موصل از دشت نینوا آواره شدند. این افراد پس از سرقت دارایی‌هایشان توسط اعضای داعش به اقلیم کردستان مهاجرت کرده‌اند.
براساس آمارهای سال ۱۹۲۸ میلادی، در آن سال تعداد کاکه‌ای‌های عراق ۲۰ هزار نفر بوده‌است.
افراد داعش دو آرامگاه مقدس پیران یارسان را مورد حمله قرار دادند. دیرینگی این مزارها به حدود ۷۰۰ سال پیش بازمی‌گردد.